# Печат (приспособление)
 Тази статия е за приспособлението.  За технологичния процес вижте Печатарство.  
Печатът е приспособление с изрязани върху него букви, знаци и изображения, които могат да се възпроизвеждат при притискането му (например върху хартия). Служи за удостоверяване на самоличността на положилия го, независимо дали институция или конкретна личност, както и на валидността на документа или изобщо на предмета, на който е поставен.
Изработва се от метал, дърво, гума и подобни материали. За извършване на удостоверяването се полага отпечатък както следва:
- от мастило върху хартия, кожа, пергамент, картон и др. или
- релефен върху восък, пластелин и пр.
- сух печат (преге) - релефен печат върху хартия и картон.

Употребата на печатите е най-разнообразна: чрез тях се унищожават пощенските марки, полага се знак за качество върху месото в кланиците, заверяват се книжа при нотариус, лични документи и др. Апостилът се полага върху официални държавни документи, които няма да се нуждаят от легализация за други страни. Екслибрисът също е вид печат, предназначен за обозначаването на принадлежността на книги.